# コンチネンタル航空11便爆破事件
コンチネンタル航空11便爆破事件（コンチネンタルこうくう11びんばくはじけん、英語:Continental Airlines Flight 11）は歴史上はじめて発生した、民間ジェット旅客機が破壊活動により墜落した事件である。

## 事件の概要
アメリカ合衆国国内の定期便として運航中のコンチネンタル航空11便（ボーイング707、機体記号N70775）は、1962年5月22日にイリノイ州シカゴからカリフォルニア州ロサンゼルスへ向けて飛行していた。その最初の経由地であるミズーリ州カンザスシティに向かう途中の午後9時半（現地時間）ごろ爆発が発生し、ミズーリ州ユニオンビルに墜落した。
翌朝現場から1名の乗客が救助されたが1時間半後に死亡したため、乗員乗客45名全員が犠牲になった。

## 事件の原因

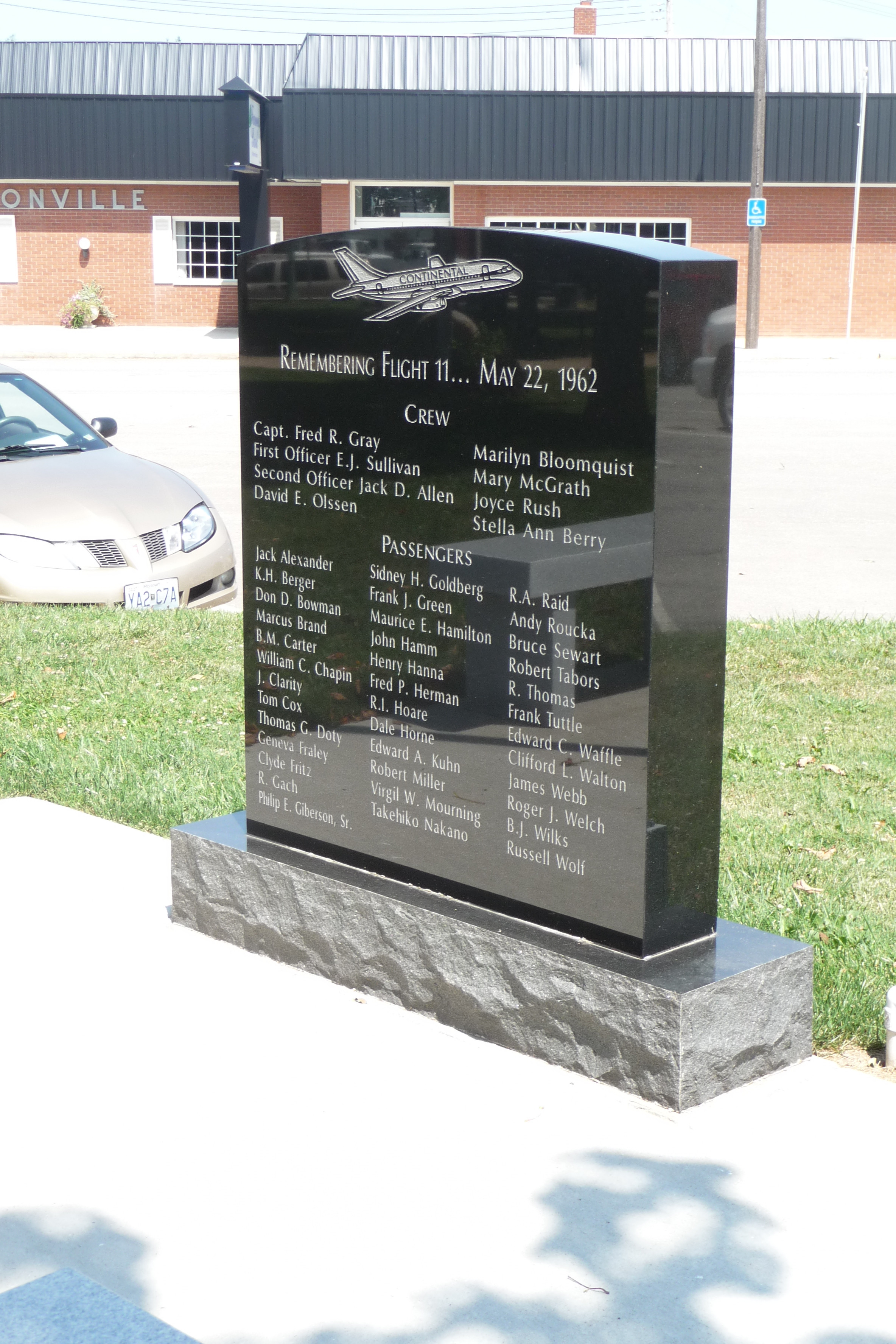
爆破事件犠牲者の慰霊碑

爆発は機体後部のトイレのタオル棚で発生したが、FBIは武装強盗の容疑で予審に向かうはずだった34歳の男性が、妻を受取人とする最大150,000ドルが支払われる生命保険金目当てに、ダイナマイトに起爆装置を取り付けたものを仕掛けたのが原因と断定した。
また、機体は爆発時には巡航高度37,000フィート（約11,300m）を飛行していたが、しばらくは飛び続けたようで、パイロットは緊急降下を始めたものの構造破壊が進み、空中分解してしまった。残骸は四散し中には190km離れた場所で発見された小さい破片もあった。